# Unakit

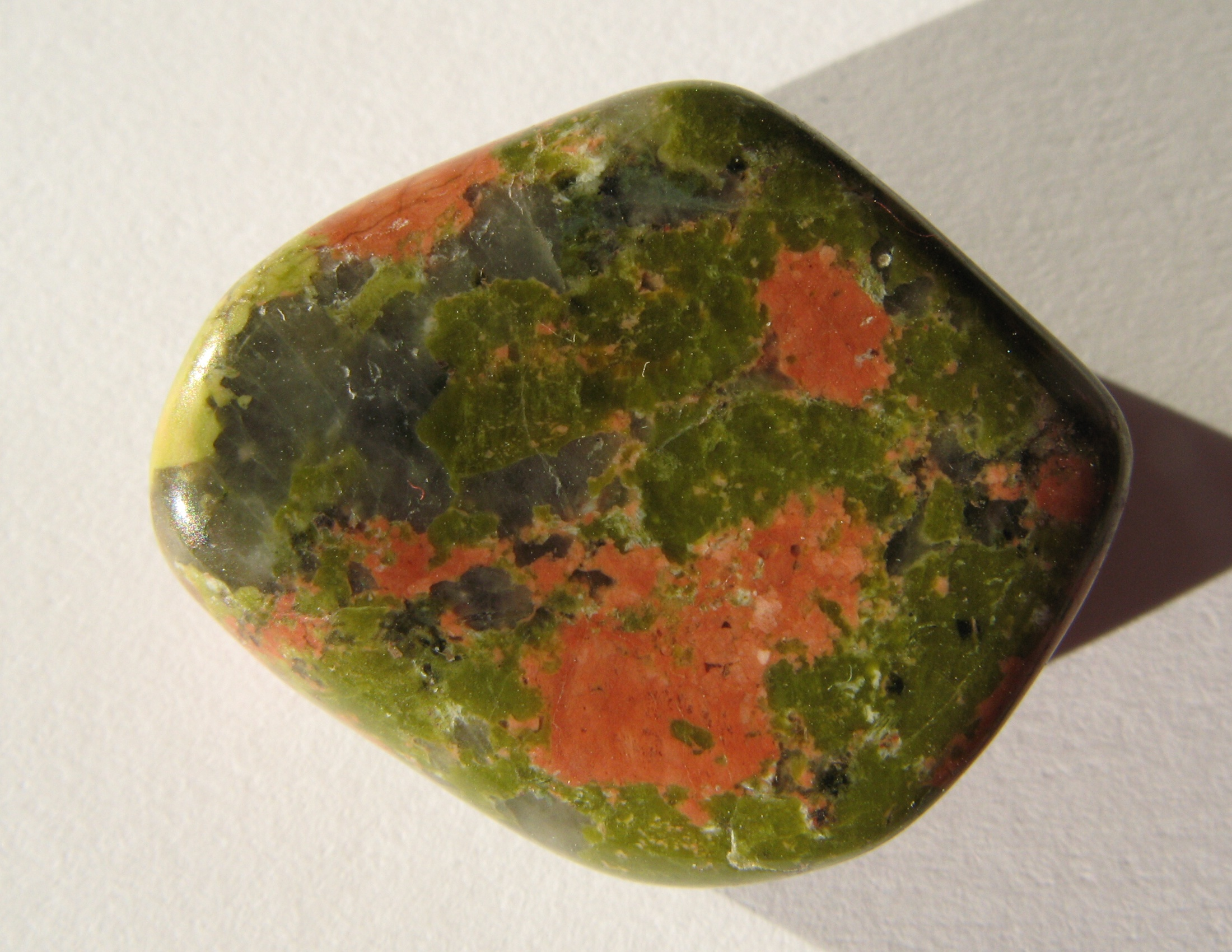
Unakit

Unakit je metamorfovaná hornina tvořená epidotem (křemičitanem vápníku, hliníku a železa), růžovými živci a křemenem. Vzniká hydrotermální přeměnou pegmatitů. Vizuálně má zelený khaki podklad a na něm okrová až oranžovo-hnědá zrnka.  Unakit patří velikostně mezi menší kameny, je skvrnitý, většinou uhlazený a snadno dostupný. Díky svému vzhledu se používá na výrobu přírodních obkladů, sošek nebo šperků (náhrdelníky, náušnice, přívěsky, náramky) či jako amulet.

## Výskyt
Jeho původní naleziště je pohoří Unakas v Severní Karolíně v USA, kde byl pojmenován F. H. Bradleyem v roce 1874. Nacházejí se též na severovýchodě Jihoafrické republiky, v Brazílii, Sieře Leone nebo Číně. Unakit lze nalézt jako oblázky v ledovcových morénách na břehu jezera Superior, nebo ve fluviálních akumulacích ve Virginii.